# Palmegrib
Palmegrib (latin: Gypohierax angolensis) er en subsaharisk høgefugl.